# 次氟酸
次氟酸指化学式为HOF的化合物。有的教科书因此将次氟酸中的氟视作+1氧化态，实际上，该名称并不准确，由于电负性的缘故，“次氟酸”中的氟仍为-1氧化态。它可由水/冰以氟气氧化得到，是唯一可分离出固态的“次卤酸”，具爆炸性，会分解为HF和氧气：
2HOF → 2HF + O2
根据X射线晶体学的研究，固态次氟酸分子为角形，键角为101°， O-F和O-H距离分别为1.442和0.78A，分子间有O-H…O键连成的链。右图是气态次氟酸分子的结构。

## 有机合成
次氟酸是一个较新颖的氧化剂。分子中，O-F键不稳定；氧与电负性比氧強的氟连接，以致當中的氧偏向帶正電，因此次氟酸是具有高度亲电性的供氧试剂(次氟酸中的氧有亲電性)，应用性极强。
有机合成中最常用的是它的乙腈溶液（HOF·CH3CN）。该溶液具有较高的稳定性，可由氮气稀释的氟气通过含水分的乙腈得到，室温下可稳定存在数小时。一般用它作供氧试剂或羟基化试剂。它参与的反应也称为“Rozen反应”（Rozen oxidation），一般有两个特点：
1. 反应性强：反应速率快，与很多不活泼或钝化的有机化合物也会发生反应；
2. 产率高，一般都超过70%。

它参与的反应大致可分为几类：

### 烯烃环氧化
次氟酸可与烯烃发生环氧化反应，反应通常很快，产率很高，与缺电子的对硝基二苯乙烯反应都能得到70%的产率：

次氟酸与带有双键的羧酸反应时，不需用酯来保护羧基，直接反应即可得到环氧化物，且产率很高。与肉桂酸反应时，虽然分子中双键与羧基相连，但生成环氧化物的产率仍超过90%。

### 羟基化

#### 制取α-羟基羰基化合物
对α-羟基羰基化合物的研究一直吸引着有机化学家的兴趣。用次氟酸作氧化剂氧化烯醇醚（通常为三甲硅基）制得α-羟基羰基化合物的方法，避免了其他方法残留的重金属废料，减少了对环境的污染。一般认为该反应中次氟酸先对烯醇的双键进行环氧化，然后发生氟离子和水分子对环碳原子的亲核进攻，引入羟基，三元环打开。而后氟/羟基及硅基离去，恢复羰基，得到α-羟基羰基化合物。
次氟酸在室温下与苯乙酮的三甲硅基烯醇醚反应时，反应在5-10分钟内完成，产物为α-羟基苯乙酮，产率高于90%。
下图中的化合物与1,2-茚二酮都可用于检验指纹。在制备方面，次氟酸作原料的路线产率最高，有很强的优越性：

#### 其他
次氟酸可与富电子的叔碳反应，生成构型保持的叔醇。与金刚烷反应生成1-金刚烷醇，产率80%：

### 其他氧化反应
- 氧化硫醚为砜

硫醚和芳香性的噻吩都会被次氟酸氧化，且产率很高。不能被过氧酸及二甲基双环氧乙烷（DMDO）氧化的2,5-二氯噻吩，在室温下与次氟酸反应30分钟后，可以成功被转化为相应的砜，产率70%。
- 氧化胺为硝基化合物

无论脂肪族还是芳香族的胺类都可以被次氟酸氧化为硝基化合物，通常反应很快且产率不俗。所有的氨基酸都可以通过此反应被转化为硝基酸，如下图中，缬氨酸的甲基酯与次氟酸乙腈溶液反应，成功以超过80%的产率得到了2-硝基-3-甲基丁酸甲酯：
- 其他：次氟酸可将膦和胺分别氧化为氧化膦和氧化胺。它与邻菲罗啉反应成功得到了1,10-二氧化邻菲罗啉。[10][11]

## 次氟酸盐
次氟酸盐是含有 OF−（次氟酸的共轭碱）的化合物。